# Els Plans de Sió
Els Plans de Sió là một đô thị trong tỉnh Lleida, cộng đồng tự trị Cataluña Tây Ban Nha. Đô thị Els Plans de Sió có diện tích là 55,9 ki-lô-mét vuông, dân số năm 2009 là 571 người với mật độ 10,21 người/km². Đô thị Els Plans de Sió có cự ly km so với tỉnh lỵ Lleida.